# Международная организация «CinemaHall»
Международная организация CinemaHall — представительство Европейской киноассоциации NISI MASA на Украине, член Международной федерации киноклубов FICC.

## Деятельность
Имеет представительства в 9 странах мира.

## Проекты
- Киноклуб «BLOW-UP»
- CG Weekend

## Лекторы
- Александр Гордон — режиссёр, актёр, телеведущий
- Алла Сурикова — режиссёр, сценарист
- Джонни О’Рейли — режиссёр, Сценарист, Продюсер
- Джулиан Дисмор — продюсер, телеведущий
- Любомир Левицкий — режиссёр, сценарист, продюсер
- Адам Милевский — кинокритик
- Николя Анжель — режиссёр, сценарист
- Ирэн Роздобудько — сценарист
- Гай Наттив — режиссёр, сценарист, продюсер
- Рубен Ландсбергер — фильммейкер, культурный деятель
- Мирослав Слабошпицкий — режиссёр
- Анатолий Падука — актёр
- Михаил Голубович — Актёр
- Анна Рада — режиссёр
- Виктор Андриенко — актёр, режиссёр
- Дмитрия Костроменко — сценарист
- Владимир Миславский — кинокритик
- Евгения Загоруйко — режиссёр
- Надежда Бучак — актриса
- Виктория Чепурная — Актриса
- Яков Ткаченко — актёр
- Ольга Доник — актриса
- Олег Шевчук — актёр
- Михаил Мельник — актёр, режиссёр
- Роберт Фельдман — актёр
- Надежда Бикмурзина — актриса
- Цявкун Татьяна — актриса
- Нателла Абелева — актриса
- Юлия Домбругова — актриса, режиссёр
- Анна Акулевич — режиссёр
- Михаил Савин — сценарист